# Coppa Italia di pallacanestro maschile 1988
La Coppa Italia 1987-1988 è stata la dodicesima edizione della competizione di pallacanestro maschile.
Sedicesimi di finale
dal 9 al 29 settembre 1987
- Annabella Pavia-Tracer Milano 91-108
- Arexons Cantù-Irge Desio 101-79
- Divarese Varese-Auxilium Torino 104-81
- Benetton Treviso-Basket Brescia 91-87
- Fantoni Udine-Segafredo Gorizia 91-75
- Hitachi Venezia-Cuki Mestre 103-100
- Cantine Riunite Reggio Emilia-Spondilatte Cremona 103-89
- Dietor Bologna-Yoga Bologna 82-78
- Facar Pescara-Wuber Napoli 68-72
- Snaidero Caserta-Standa Reggio Calabria 97-81
- Neutroroberts Firenze-Alno Fabriano 91-90
- Banco Roma-AMG Sebastiani Basket Rieti 109-101
- Maltinti Pistoia-Enichem Livorno 90-96
- Sharp Montecatini-Allibert Livorno 83-88
- Jollycolombani Forlì-Biklim Rimini 93-74
- Scavolini Pesaro-Sabelli Porto San Giorgio 112-72

Ottavi di finale
dal 23 settembre 1987 al 2 febbraio 1988
- Arexons Cantù-Tracer Milano 86-85
- Divarese Varese-Benetton Treviso 102-93
- Fantoni Udine-Hitachi Venezia 89-88
- Cantine Riunite Reggio Emilia-Dietor Bologna 85-83
- Snaidero Caserta-Wuber Napoli 85-80
- Banco Roma-Neutroroberts Firenze 121-102
- Enichem Livorno-Allibert Livorno 120-97
- Scavolini Pesaro-Jollycolombani Forlì 79-98

Quarti di finale
dal 18 novembre 1987 all'11 febbraio 1988
- Divarese Varese-Arexons Cantù 91-80
- Fantoni Udine-Cantine Riunite Reggio Emilia 80-77
- Snaidero Caserta-Banco Roma 99-95
- Enichem Livorno-Jollycolombani Forlì 91-87

Semifinali
2 e 9 marzo 1988
- Fantoni Udine-Divarese Varese 71-81
- Snaidero Caserta-Enichem Livorno 97-85

Finale
a Bologna
23 marzo 1988
- Snaidero Caserta-Divarese Varese 113-100

## Verdetti
- Vincitore della Coppa Italia:  Snaidero Caserta
- Formazione: Ferdinando Gentile, Vincenzo Esposito, Sandro Dell'Agnello, Pietro Generali, Massimiliano Rizzo, Giacomantonio Tufano, Sergio Donadoni, Joe Arlauckas, Gennaro Palmieri, Oscar Schmidt. Allenatore: Franco Marcelletti.